# Vicario generale per la Città del Vaticano

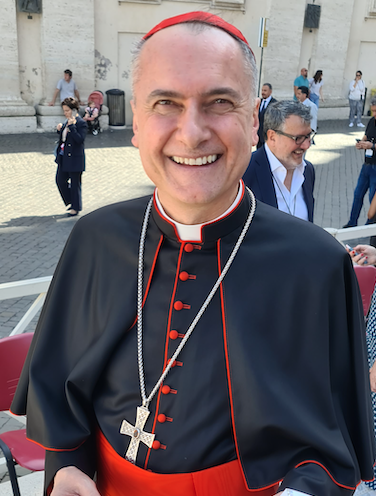
Il cardinale Mauro Gambetti, vicario generale per la Città del Vaticano.

Il vicario generale per la Città del Vaticano (vicario generale di Sua Santità per la Città del Vaticano o vicario generale di Sua Santità per lo Stato della Città del Vaticano) o più formalmente Vicario Generale per la Città del Vaticano e per le Ville Pontificie di Castel Gandolfo, è il vescovo che, come vicario generale del papa, si occupa della cura spirituale dei fedeli che risiedono nella porzione della diocesi di Roma che ricade entro i confini della Città del Vaticano e nelle Ville Pontificie di Castel Gandolfo nella diocesi di Albano.
Dal 20 febbraio 2021 il vicario generale per la Città del Vaticano è il cardinale Mauro Gambetti, O.F.M.Conv.

## Storia
Il "Vicariato della Città del Vaticano"  è stato istituito a seguito della nascita dello Stato della Città del Vaticano, con la firma dei Patti Lateranensi dell'11 febbraio 1929, con la bolla Ex Lateranensi pacto del 30 maggio 1929. Papa Pio XI stabilì che tale incarico fosse assegnato al "Sacrista del Palazzo apostolico", ufficio affidato ad un religioso dell'Ordine di Sant'Agostino, consacrato vescovo con il titolo di Porfireone. Papa Giovanni Paolo II, nel 1991, abolì l'ufficio di Sacrista e assegnò l'incarico di Vicario della Città del Vaticano all'arciprete "pro tempore" della Basilica di San Pietro.

## Descrizione
Come ogni vicario generale, nominato per aiutare il vescovo diocesano nell'amministrazione di una diocesi, il vicario generale per lo Stato della Città del Vaticano viene nominato per la cura spirituale delle chiese e cappelle esistenti sul territorio della Città del Vaticano. Il prelato nominato al ruolo è responsabile per i soli bisogni spirituali della Città del Vaticano e quindi, diversamente dal vicario generale per la diocesi di Roma, non ha la delega del governo per la conduzione ordinaria, che resta invece in mano al papa.
In virtù del suo incarico, cui si assomma anche quello di arciprete della Basilica Vaticana, il vicario generale è il principale responsabile per i bisogni spirituali dei pellegrini che visitano il Vaticano.

## Cronotassi
- Vescovo Agostino Zampini, O.S.A. † (30 maggio 1929 - 7 giugno 1937 deceduto)
- Vescovo Alfonso Camillo De Romanis, O.S.A. † (20 agosto 1937 - 18 gennaio 1950 deceduto)
- Vescovo Petrus Canisius van Lierde, O.S.A. † (13 gennaio 1951 - 14 gennaio 1991 ritirato)
- Cardinale Aurelio Sabattani † (14 gennaio 1991 - 1º luglio 1991 ritirato)
- Cardinale Virgilio Noè † (1º luglio 1991 succeduto - 24 aprile 2002 ritirato)
- Cardinale Francesco Marchisano † (24 aprile 2002 - 5 febbraio 2005 nominato presidente dell'Ufficio del Lavoro della Sede Apostolica)
- Cardinale Angelo Comastri (5 febbraio 2005 - 20 febbraio 2021 ritirato)
- Cardinale Mauro Gambetti, O.F.M.Conv., dal 20 febbraio 2021